# Lijst van rijksmonumenten in Gulpen
De plaats Gulpen telt 34 inschrijvingen in het rijksmonumentenregister. Hieronder een overzicht.
| Object                                                               | Oorspronkelijke functie?  | Bouwjaar                                    | Architect | Locatie                                      | Coördinaten?                  | Nr.?   | Afbeelding                                                           |
| -------------------------------------------------------------------- | ------------------------- | ------------------------------------------- | --------- | -------------------------------------------- | ----------------------------- | ------ | -------------------------------------------------------------------- |
| Aan het Veld, hoeve op L-vormige plattegrond                         | Boerderij                 | 18e eeuw                                    |           | Aan het Veld 6                               | 50° 48' 49" NB, 5° 53' 26" OL | 18824  | Meer afbeeldingen                                                    |
| Huis van mergel en vakwerk                                           | Woonhuis                  | eerste helft 19e eeuw                       |           | Kiebeukel 2                                  | 50° 48' 59" NB, 5° 53' 25" OL | 18825  | Huis van mergel en vakwerk                                           |
| Kerktoren van Gulpen                                                 | Kerk en kerkonderdeel     | 11e-13e eeuw en later                       |           | Kiewegracht 11                               | 50° 49' 1" NB, 5° 53' 26" OL  | 18826  | Meer afbeeldingen                                                    |
| Vakwerkhoeve                                                         | Boerderij                 | eerste helft 19e eeuw                       |           | Molenweg 2                                   | 50° 48' 46" NB, 5° 53' 20" OL | 18827  | Meer afbeeldingen                                                    |
| Neubourger Molen                                                     | Industrie- en poldermolen | 1712/1845                                   |           | Molenweg 4                                   | 50° 48' 43" NB, 5° 53' 20" OL | 18828  | Meer afbeeldingen                                                    |
| 'Hoeve wijngaard', hoeve van baksteen met speklagen                  | Boerderij                 | 17e-18e eeuw                                |           | Kiewegracht 7                                | 50° 49' 6" NB, 5° 53' 29" OL  | 18829  | Meer afbeeldingen                                                    |
| De Wijngaard                                                         | Boerderij                 | 17e-18e eeuw                                |           | Kiewegracht 9                                | 50° 49' 5" NB, 5° 53' 29" OL  | 18830  | De Wijngaard                                                         |
| Gulpener Brouwerij                                                   | Industrie                 | tweede kwart 19e eeuw                       |           | Rijksweg 17                                  | 50° 48' 52" NB, 5° 53' 26" OL | 18831  | Gulpener Brouwerij                                                   |
| Neoclassicistisch huis                                               | Woonhuis                  | midden 19e eeuw                             |           | Rijksweg 4                                   | 50° 48' 50" NB, 5° 53' 22" OL | 18832  | Neoclassicistisch huis                                               |
| Wesselderstraat 2 en 4 hoek Ingbergrachtweg                          | Woonhuis                  | 18e eeuw                                    |           | Wesselderstraat 2                            | 50° 48' 52" NB, 5° 53' 17" OL | 18833  | Meer afbeeldingen                                                    |
| Hoeve 'De Bek', voor 1825 tevens posthuis                            | Boerderij                 | 163(0)/1663 (hoeve) 1666 (inwendige schouw) |           | Oude Akerweg 139                             | 50° 48' 41" NB, 5° 54' 23" OL | 18834  | Meer afbeeldingen                                                    |
| Vakwerkhoeve in u-vorm                                               | Boerderij                 | 18e eeuw                                    |           | Euverem 10                                   | 50° 48' 18" NB, 5° 52' 16" OL | 18837  | Meer afbeeldingen                                                    |
| Vakwerkhoeve in haakvorm                                             | Boerderij                 | eerste helft 19e eeuw                       |           | Crapoel 4                                    | 50° 47' 40" NB, 5° 52' 47" OL | 18847  | Meer afbeeldingen                                                    |
| Orgel Toeristenkerk                                                  | Vanwege onderdelen kerk   | 1846                                        |           | Rosstraat 5                                  | 50° 48' 55" NB, 5° 53' 24" OL | 424831 | Meer afbeeldingen                                                    |
| Gracht Burggraaf                                                     | Archeologisch monument    | middeleeuwen                                |           | bij buurtschap Gracht Burggraaf, Kiewegracht | 50° 49' 12" NB, 5° 53' 39" OL | 45444  | Meer afbeeldingen                                                    |
| In Franse landhuisstijl met elementen van het neoclassicisme in 1926 | Woonhuis                  | 1926                                        |           | Burgemeester Teheuxweg 1                     | 50° 48' 56" NB, 5° 53' 45" OL | 491677 | In Franse landhuisstijl met elementen van het neoclassicisme in 1926 |
| R.K. St. Petruskerk                                                  | Kerk en kerkonderdeel     | 1924                                        |           | Kapelaan Pendersplein 12                     | 50° 48' 53" NB, 5° 53' 20" OL | 491684 | Meer afbeeldingen                                                    |
| Met elementen van het eclecticisme gebouwd woonhuis                  | Woonhuis                  | 1887                                        |           | Rijksweg 79                                  | 50° 48' 59" NB, 5° 53' 45" OL | 491696 | Met elementen van het eclecticisme gebouwd woonhuis                  |
| Directeurswoning Gulpenerbrouwerij                                   | Dienstwoning              | 1880                                        |           | Rijksweg 16                                  | 50° 48' 52" NB, 5° 53' 27" OL | 491704 | Meer afbeeldingen                                                    |
| Kasteel Neubourg: hoofdgebouw                                        | Kasteel, buitenplaats     | vroege middeleeuwen                         |           | Riehagervoetpad 1                            | 50° 48' 29" NB, 5° 52' 57" OL | 527468 | Meer afbeeldingen                                                    |
| Kasteel Neubourg: voorburcht/eerste bouwhoeve                        | Bijgebouwen kastelen enz. | tweede kwart 17e eeuw                       |           | Riehagervoetpad bij 1                        | 50° 48' 30" NB, 5° 52' 55" OL | 527470 | Meer afbeeldingen                                                    |
| Kasteel Neubourg: tweede bouwhoeve                                   | Bijgebouwen kastelen enz. | 1790-1800                                   |           | Riehagervoetpad bij 1                        | 50° 48' 29" NB, 5° 52' 53" OL | 527471 | Meer afbeeldingen                                                    |
| Kasteel Neubourg: neogotisch kapelletje                              | Bijgebouwen kastelen enz. | 1838                                        |           | Riehagervoetpad bij 1                        | 50° 48' 30" NB, 5° 53' 5" OL  | 527476 | Meer afbeeldingen                                                    |
| Kasteel Neubourg: achtzijdig tuinpaviljoen                           | Bijgebouwen kastelen enz. | eerste kwart 18e eeuw                       |           | Riehagervoetpad bij 1                        | 50° 48' 31" NB, 5° 52' 49" OL | 527477 | Meer afbeeldingen                                                    |
| Kasteel Neubourg: hardstenen hekpijlers met hekwerk en tuinmuur      | Tuin, park en plantsoen   | 1895-1905                                   |           | Riehagervoetpad bij 1                        | 50° 48' 31" NB, 5° 52' 54" OL | 527478 | Meer afbeeldingen                                                    |
| Kasteel Neubourg: tuinmuur ten noorden kasteel                       | Tuin, park en plantsoen   | 1840-1860                                   |           | Riehagervoetpad bij 1                        | 50° 48' 31" NB, 5° 52' 49" OL | 527479 | Meer afbeeldingen                                                    |
| Kasteel Neubourg: kleine stal                                        | Bijgebouwen kastelen enz. | 1900-1910                                   |           | Riehagervoetpad bij 1                        | 50° 48' 30" NB, 5° 52' 47" OL | 527480 | Meer afbeeldingen                                                    |
| Kasteel Neubourg: twee hekpijlers bij kleine stal                    | Tuin, park en plantsoen   | midden 19e eeuw                             |           | Riehagervoetpad bij 1                        | 50° 48' 30" NB, 5° 52' 46" OL | 527481 | Meer afbeeldingen                                                    |
| Kasteel Neubourg: kunstmatige waterval met stuw in Gulp              | Tuin, park en plantsoen   | eerste helft 19e eeuw                       |           | Riehagervoetpad bij 1                        | 50° 48' 27" NB, 5° 52' 58" OL | 527482 | Meer afbeeldingen                                                    |
| Kasteel Neubourg: twee natuurstenen hekpijlers westzijde park        | Tuin, park en plantsoen   |                                             |           | Riehagervoetpad bij 1                        | 50° 48' 22" NB, 5° 52' 44" OL | 527483 | Meer afbeeldingen                                                    |
| Kasteel Neubourg: gietijzeren beeld van een hert op een sokkel       | Tuin, park en plantsoen   | eind 19e eeuw                               |           | Riehagervoetpad bij 1                        | 50° 48' 30" NB, 5° 52' 58" OL | 527484 | Meer afbeeldingen                                                    |
| Kasteel Neubourg: kas ten westen tuinpaviljoen                       | Tuin, park en plantsoen   |                                             |           | Riehagervoetpad bij 1                        | 50° 48' 31" NB, 5° 52' 48" OL | 527485 | Meer afbeeldingen                                                    |
| Vakwerkhoeve (restant)                                               | Bijgebouwen kastelen enz. | eerste kwart 19e eeuw                       |           | Molenweg 2                                   | 50° 48' 46" NB, 5° 53' 21" OL | 528731 | Vakwerkhoeve (restant)                                               |
| Kasteel Neubourg: historische tuin- en parkaanleg                    | Tuin, park en plantsoen   |                                             |           | Riehagervoetpad bij 1                        | 50° 48' 31" NB, 5° 52' 52" OL | 529500 | Meer afbeeldingen                                                    |